# Мохсен Лабіді
Мохсен Лабіді (араб. محس _العبيدي, фр. Mohsen Labidi, нар. 15 січня 1954) — туніський футболіст, що грав на позиції захисника.
Виступав за клуби «Стад Тунізьєн» та «Аль-Аглі» (Джидда), а також національну збірну Тунісу.

## Клубна кар'єра
У дорослому футболі дебютував 1973 року виступами за команду «Стад Тунізьєн», в якій провів шість сезонів.
Протягом 1979—1982 років захищав кольори саудівського клубу «Аль-Аглі».
1982 року повернувся до клубу «Стад Тунізьєн», за який відіграв ще 6 сезонів. Завершив професійну кар'єру футболіста виступами за команду «Стад Тунізьєн» у 1988 році.

## Виступи за збірну
1974 року дебютував в офіційних матчах у складі національної збірної Тунісу.
У складі збірної був учасником Середземноморських ігор 1975 року в Алжирі, здобувши бронзові нагороди, Кубка африканських націй 1978 року в Гані та чемпіонату світу 1978 року в Аргентині.